# Grignols, Dordogne
Grignols är en kommun i departementet Dordogne i regionen Nouvelle-Aquitaine i sydvästra Frankrike. Kommunen ligger i kantonen Saint-Astier som tillhör arrondissementet Périgueux. År 2022 hade Grignols 668 invånare.

## Befolkningsutveckling
Antalet invånare i kommunen Grignols
Referens:INSEE